# 330 هـ
330 هـ هي سنة في التقويم الهجري امتدت مقابلةً في التقويم الميلادي بين سنتي 941 و942.

## مواليد
- أبو بكر السجستاني
- مسكويه

## وفيات
- أبو الحسن الصائغ الدينوري
- أبو بكر السجستاني
- أبو بكر الصيرفي
- أبو يعقوب النهرجوري
- إبراهيم بن شيبان القرميسيني
- ابن طاهر الأبهري

- سعيد الفيومي، فيلسوف يهودي مصري.